# جورج رايت (لاعب كرة قدم بريطاني)
جورج رايت (بالإنجليزية: George Wright)‏ (19 مارس 1930 في المملكة المتحدة - 7 سبتمبر 1992) هو لاعب كرة قدم بريطاني في مركز الظهير. لعب مع وست هام يونايتد.

## وصلات خارجية
- جورج رايت على موقع عالم كرة القدم.نت (الإنجليزية)